# Hatay (circonscription électorale)
Pour les articles homonymes, voir Hatay (homonymie).
La circonscription électorale du Hatay correspond à la province du même nom et envoie 11 députés à la Grande assemblée nationale de Turquie (10 de 1995 à 2018).

## Composition
La circonscription du Hatay est divisée en 15 districts (ilçe). Chaque district est composé d'un chef-lieu et de municipalités (communes et villages).

## Résultats électoraux

### Élections législatives de 2018
| Partis                   | Partis                                        | Voix      | %     | Sièges | +/-           | Élus                                                                                              |
| ------------------------ | --------------------------------------------- | --------- | ----- | ------ | ------------- | ------------------------------------------------------------------------------------------------- |
|                          | Parti de la justice et du développement (AKP) | 340 122   | 36,20 | 5      |               | Hacı Bayram Türkoğlu, Hüseyin Yayman, Abdulkadir Özel, Hüseyin Şanverdi et Sabahat Özgürsoy Çelik |
|                          | Parti républicain du peuple (CHP)             | 287 438   | 30,59 | 4      | en stagnation | Mehmet Güzelmansur, Suzan Şahin, Serkan Topal et İsmet Tokdemir                                   |
|                          | Parti d'action nationaliste (MHP)             | 135 667   | 14,44 | 1      | en stagnation | Lüfti Kaşıkçı                                                                                     |
|                          | Parti démocratique des peuples (HDP)          | 103 530   | 11,23 | 1      | 1             | Barış Atay Mengüllüoğlu                                                                           |
|                          | Le Bon Parti (İYİ)                            | 61 380    | 6,53  | 0      | Nv.           |                                                                                                   |
|                          | Parti de la félicité (SP)                     | 8 449     | 0,90  | 0      | en stagnation |                                                                                                   |
|                          | Parti de la cause libre (HÜDA PAR)            | 1 546     | 0,16  | 0      | en stagnation |                                                                                                   |
|                          | Parti patriote (VATAN)                        | 1 365     | 0,15  | 0      | en stagnation |                                                                                                   |
|                          |                                               |           |       |        |               |                                                                                                   |
| Total                    | Total                                         | 939 497   | 100   | 11     | 1             | -                                                                                                 |
| Inscrits / participation | Inscrits / participation                      | 1 042 335 | 88,77 |        |               |                                                                                                   |

### Élections législatives de 2023
| Partis                   | Partis                                        | Voix      | %     | Sièges | +/-           | Élus                                                                             |
| ------------------------ | --------------------------------------------- | --------- | ----- | ------ | ------------- | -------------------------------------------------------------------------------- |
|                          | Parti de la justice et du développement (AKP) | 303 304   | 33,91 | 4      | 1             | Adem Yeşildal, Abdulkadir Özel, Hüseyin Yayman et Kemal Karahan                  |
|                          | Parti républicain du peuple (CHP)             | 253 893   | 28,38 | 4      | en stagnation | Mehmet Güzelmansur, Nermin Yıldırım Kara, Servet Mullaoğlu et Necmettin Çalışkan |
|                          | Parti d'action nationaliste (MHP)             | 109 142   | 12,20 | 1      | en stagnation | Lüfti Kaşıkçı                                                                    |
|                          | Parti des travailleurs de Turquie (TIP)       | 76 580    | 8,56  | 1      | 1             | Can Atalay                                                                       |
|                          | Le Bon Parti (İYİ)                            | 71 729    | 8,02  | 1      | 1             | Adnan Şefik Çirkin                                                               |
|                          | Parti de la gauche verte (YSP)                | 29 072    | 3,25  | 0      | 1             |                                                                                  |
|                          | Nouveau parti de la prospérité (YRP)          | 16 387    | 1,83  | 0      | Nv.           |                                                                                  |
|                          | Parti de la victoire (ZP)                     | 11 810    | 1,32  | 0      | Nv.           |                                                                                  |
|                          | Parti de la grande unité (BBP)                | 7 983     | 0,89  | 0      | en stagnation |                                                                                  |
|                          | Parti de la patrie (M)                        | 4 584     | 0,51  | 0      | Nv.           |                                                                                  |
|                          | Parti communiste de Turquie (TKP)             | 2 526     | 0,28  | 0      | en stagnation |                                                                                  |
|                          | Parti jeune (GP)                              | 1 292     | 0,14  | 0      | en stagnation |                                                                                  |
|                          | Parti de gauche (SOL)                         | 1 244     | 0,14  | 0      | en stagnation |                                                                                  |
|                          | Parti de l'union du pouvoir (GBP)             | 651       | 0,07  | 0      | Nv.           |                                                                                  |
|                          | Parti de la nation (MP)                       | 611       | 0,07  | 0      | en stagnation |                                                                                  |
|                          | Parti patriote (VATAN)                        | 552       | 0,06  | 0      | en stagnation |                                                                                  |
|                          | Mouvement communiste (TKH)                    | 462       | 0,05  | 0      | Nv.           |                                                                                  |
|                          | Parti des droits et libertés (HAK)            | 445       | 0,05  | 0      | en stagnation |                                                                                  |
|                          | Parti de libération du peuple (HKP)           | 441       | 0,05  | 0      | en stagnation |                                                                                  |
|                          | Parti de l'innovation (YP)                    | 279       | 0,03  | 0      | Nv.           |                                                                                  |
|                          | Parti de la justice (AP)                      | 57        | 0,01  | 0      | Nv.           |                                                                                  |
|                          | Parti de la justice et de l'unité (AB)        | 40        | 0,00  | 0      | Nv.           |                                                                                  |
|                          | Parti de la mère patrie (ANAP)                | 25        | 0,00  | 0      | en stagnation |                                                                                  |
|                          | Parti de la route nationale (MYP)             | 5         | 0,00  | 0      | Nv.           |                                                                                  |
|                          | Indépendants (Ind.)                           | 1 424     | 0,16  | 0      | en stagnation |                                                                                  |
|                          |                                               |           |       |        |               |                                                                                  |
| Total                    | Total                                         | 894 538   | 100   | 11     | en stagnation | -                                                                                |
| Inscrits / participation | Inscrits / participation                      | 1 062 886 | 83,15 |        |               |                                                                                  |

Can Atalay, du Parti des travailleurs de Turquie, est élu député alors qu'il est en prison depuis 2022.